# Amanita Muskaria
Amanita Muskaria – pseudonim artystyczny duetu dwóch sióstr: Moniki i Gabrieli Muskalanek, pod którym stworzyły one dwie sztuki teatralne. Monodram Podróż do Buenos Aires (2001) był pokazywany na festiwalach w kraju i za granicą: w Brukseli i Egerze. W maju 2007 w Teatrze Narodowym odbyła się prapremiera drugiej ich sztuki pt. Daily Soup. W 2012 odbyła się premiera telewizyjna tego spektaklu w ramach Teatru Telewizji na żywo.